# Édouard André (collectionneur)
Pour les articles homonymes, voir Édouard André et André.
Pour les autres membres de la famille, voir Famille André.
François Édouard André, né le 13 décembre 1833 à Paris et mort le 16 juillet 1894 à Paris 8e, est un homme politique et collectionneur français.

## Biographie
Fils d’Ernest André (1803-1864) et de Louise Cottier, Édouard André est né dans une famille de riches banquiers protestants originaire du Sud-Est de la France (Nîmes dans le Gard) qui connut son apogée sous le Second Empire.
Ferme soutien de Napoléon III, sensible aux idées saint-simoniennes, la famille André participe au financement de la modernisation de la France et des grandes entreprises du régime impérial.
Édouard André perd sa mère à l’âge de deux ans.

### Officier du Second Empire
Élevé dans le culte de Napoléon Ier, il est destiné à la carrière militaire.
À dix-huit ans, il entre à l’École spéciale militaire de Saint-Cyr et en sort dans le régiment des Guides, régiment d’élite du service personnel de l’Empereur Napoléon III, et aurait été remarqué par l'Impératrice.
Officier, il participe aux campagnes d’Italie et du Mexique avant de démissionner de l’armée en 1863 à l'âge de 30 ans.

### Collectionneur et mécène
C’est alors qu’il entreprend de constituer une collection de tableaux, de meubles et d’objets d’art.
Il succède à son père comme député du Gard, élu le 29 mai 1864. Réélu le 23 mai 1869, il siège jusqu'au 4 septembre 1870.
Après la chute du Second Empire, il s’engage dans la Garde nationale en 1871. Il négocie, avec les Rothschild, la contribution que la France doit verser à l’Allemagne après la capitulation et réunit en peu de temps la somme nécessaire.
Mais déçu par la vie politique, il décide de se consacrer exclusivement à ses collections. En 1868, il commande à l’architecte Henri Parent un hôtel particulier de proportions grandioses sur un terrain de 5 700 m2 situé 158 boulevard Haussmann et acquis pour la somme considérable de 1 520 000 francs.

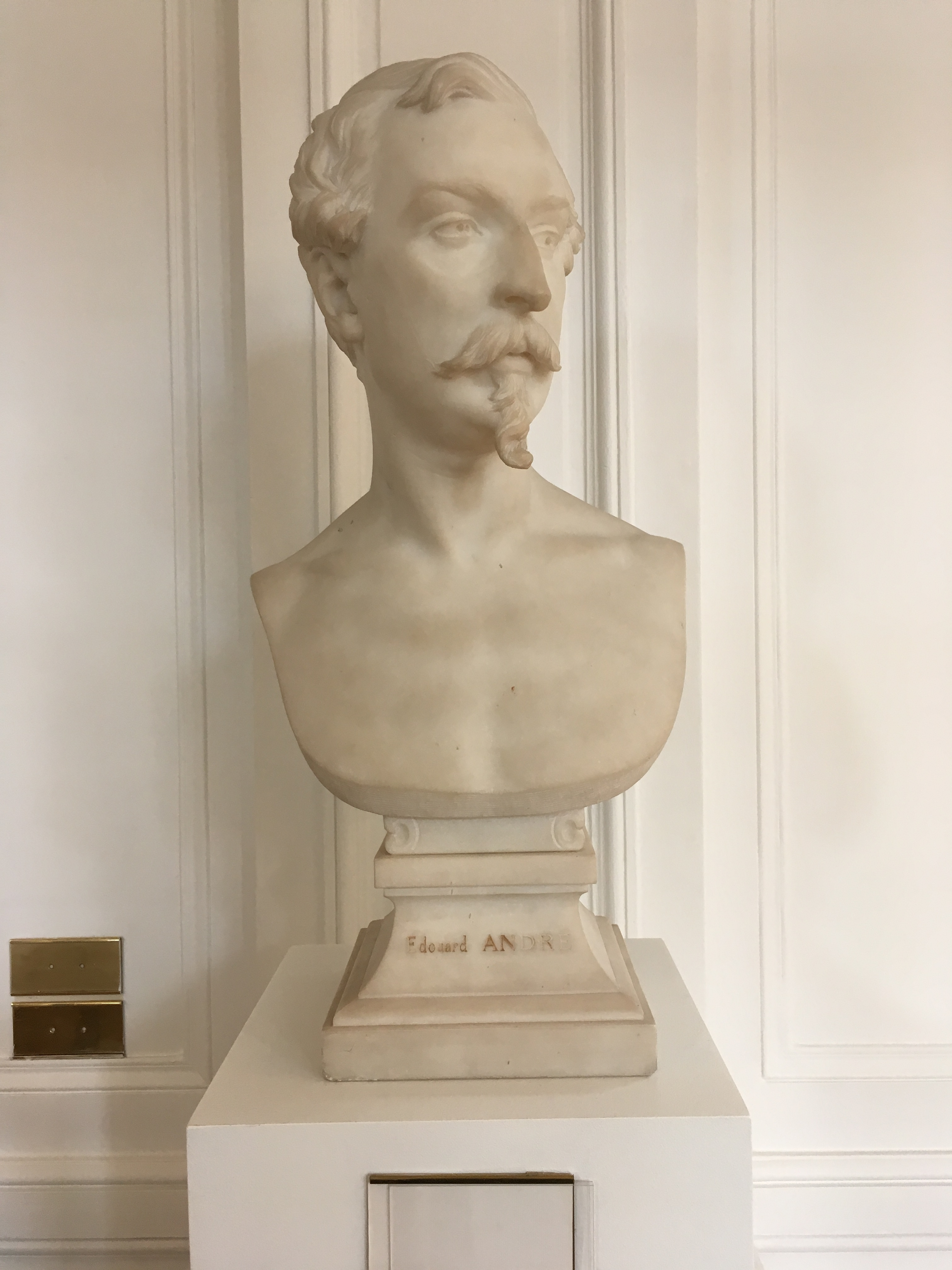
Buste d'Édouard André, par Carpeaux.

Les travaux se déroulent de 1869 à 1875. L’hôtel abrite aujourd’hui le musée Jacquemart-André.
En 1872, il rachète la Gazette des Beaux-Arts et devient président de l’Union centrale des arts décoratifs.
Cette même année, lui qui avait déjà fait exécuter son buste par Jean-Baptiste Carpeaux et son portrait par Franz Xaver Winterhalter, commande un nouveau portrait à Nélie Jacquemart, sa cadette de huit ans, qu’il épousa civilement à Paris le 29 juin 1881.
Mais sa santé se détériore et il meurt en 1894 âgé de soixante ans.

## Décorations
- Chevalier de l'ordre des Saints-Maurice-et-Lazare (8 décembre 1859)
- Ordre du Médjidié 5e classe (4 novembre 1861)
- Chevalier de la Légion d'honneur (14 août 1866)
- Commandeur de l'ordre d'Isabelle la Catholique (5 juillet 1869)